# Rhodesiella beckmeijerei
Rhodesiella beckmeijerei är en tvåvingeart som beskrevs av Nartshuk 1992. Rhodesiella beckmeijerei ingår i släktet Rhodesiella och familjen fritflugor.
Artens utbredningsområde är Vietnam. Inga underarter finns listade i Catalogue of Life.